# Penelope Mitchell
Penelope Mitchell (Melbourne, Austrália, 23 de junho de 1991) é uma atriz australiana. Ela é mais conhecida por interpretar o papel de Letha Godfrey na série de televisão "Hemlock Grove" e por interpretar a bruxa "Liv Parker" na famosa série de televisão "The Vampire Diaries" da emissora The CW.

## Biografia
Penelope Mitchell nasceu em Melbourne, na Austrália tendo como mãe, uma artista francesa, e pai, um empresário australiano, Penelope passou a maior parte de sua infância na Austrália, com seus dois irmãos mais velhos. Ela estudou balé desde os 4 anos de idade até os 16 anos.
Ela é prima da atriz Radha Mitchell.

## Carreira de atriz
Ela começou atuar alguns anos antes de conseguir seu papel em "Hemlock Grove", aparecendo em show, ela apareceu no Toon Time, um show kids australiano e também apareceu no documentário chamado de "Next Stop Hollywood" da ABC da Austrália, onde seis atores australianos (incluindo ela) que se deslocam para Hollywood em busca de um papel hollywoodiano. Penelope também aparece em um episódio do drama policial australiano "Rush".
Em 2014, integra o elenco do filme de suspense e terror "The Curse of Downers Grove", ao lado de Lucas Till, entre outros nomes de Hollywood.
Em 2014, a Penelope Mitchell se tornou mundialmente reconhecida pelo grande público em geral, por interpreta a bruxa Olivia "Liv" Parker, um membro do chamado Coven Gemini de Oregon, durante a 5ª temporada e a 6ª temporada na famosa série de televisão "The Vampire Diaries", exibida pelo canal The CW dos Estados Unidos; nessa série o seu irmão gêmeo é o personagem feito pelo ator Chris Brochu.
Em 2015, integra o elenco de apoio do filme de terror "Curve".
Em 2018, protagoniza o filme de terror e suspense "Between Worlds", ao lado de Nicolas Cage, entre outros.
Também em 2018, Penelope participa do filme de terror e suspense psicológico "Look Away".
Em 2019, integra o elenco principal do filme de terror "Hellboy", onde interpreta uma bruxa.

## Filmografia
| Ano         | Título                     | Papel                    | Notas                                                                                  |
| ----------- | -------------------------- | ------------------------ | -------------------------------------------------------------------------------------- |
| 2009        | Rush                       | Sarah                    | Série de TV, 1 episódio                                                                |
| 2011        | Offspring                  | Chrissy                  | Série de TV, 1 episódio                                                                |
| 2011        | The Fat Lady Swings        | Sherry                   | Curta-metragem                                                                         |
| 2011        | Nightshift of the Vampire  | Sofia                    | Curta-metragem                                                                         |
| 2011        | The Grace of Others        | Grace                    | Curta-metragem                                                                         |
| 2011        | Meth to Madness            | Zoe                      | Curta-metragem                                                                         |
| 2012        | The Wishful                | Lula Doe / Princess Lula | Curta-metragem                                                                         |
| 2012        | 6 Plots                    | Jules Freeman            |                                                                                        |
| 2012        | Green Eyed                 | Sarah                    | Curta-metragem                                                                         |
| 2013        | The Joe Manifesto          | Sue                      |                                                                                        |
| 2013        | Hemlock Grove              | Letha Godfrey            | Série de TV, regular; 13 episódios                                                     |
| 2014 - 2015 | The Vampire Diaries        | Olivia "Liv" Parker      | Série de TV, papel recorrente 8 episódios na 5ª temporada 12 episódios na 6ª temporada |
| 2014        | The Curse of Downers Grove | Tracy                    | Filme de terror e suspense; elenco principal                                           |
| 2015        | Curve                      | Ella Rutledge            | Filme de terror e suspense; elenco de apoio                                            |
| 2018        | Between Worlds             | Billie                   | Filme de terror, atriz principal                                                       |
| 2018        | Look Away                  | Lily                     | Filme de terror e suspense psicológico                                                 |
| 2019        | Hellboy                    | Bruxa Ganeida            | Filme terror e suspense; elenco principal                                              |
| 2024        | Sting                      | Heather                  | Filme de terror, atriz principal                                                       |